# Marcus Cole
Marcus Cole, a Babylon 5 sci-fi sorozat egyik szereplője, akit Jason Carter alakít.
|  | Alább a cselekmény részletei következnek! |

## Életrajza
Marcus Cole az Arisia bányászkolónián született, ahol a családja egy eléggé veszélyes bányászati műveletet folytatott. A testvére, William elhagyta a kolóniát, és Őrszem lett a Minbaron. Az Árnyak ölték meg, miközben meglátogatta Marcust az Arisian. Marcus egyike volt a támadás kevés (ha nem az egyetlen) túlélőjének. Életéről részletesen lehet olvasni a „To Dream In the City of Sorrows” regényváltozatában (ISBN 0345452194), Kathryn Drennan tolmácsolásában.
Cole a testvére halálát követően csatlakozott az őrszemekhez, ahol szellemes, ragyogó harcos válik belőle. A Babylon 5-ön Közeli barátságba kerül dr. Stephen Franklinnel. Védelmezve Delennt az „Első Őrszem”-mé átváltozása közben, Cole harcba bocsátkozott Neroonnal egy ádáz egy-az-egy-ellen küzdelemben, és annak ellenére, hogy veszített, kivívta Neroon tiszteletét.
Később szerelmes lett Susan Ivanovába, de a sorozat folyamán nem kerültek közelebbi kapcsolatba. Ez valószínűleg Ivanova régebbi, tragikus kapcsolatainak tulajdonítható (lásd: Talia Winters). Egy gyilkos támadás során, amelyet Ivanova és Cole szenvedett el a Fehér Csillag fedélzetén (a Föld visszaszerzésére irányuló csatában, Clark elnök zsarnoki kormányától), Ivanova súlyosan megsérült. Marcus elvitte a Babylon 5-re, és egy idegen kivégzési eszköz használatával (amely kiszívja az egyik fél életenergiáit, és továbbítja a másikba) megmentette Ivanovát, feláldozva a saját életét a másik megmentéséért. Ivanova kérésére a testét megőrizték lefagyasztva, abban a reményben, hogy a jövőben képesek lesznek feléleszteni.
Marcus története a „Space, Time & the Incurable Romantic” című novellában fejeződik be. A történetet J. Michael Straczynski írta, és az Amazing Stories 602-ik számában jelent meg. A novella több száz évvel a sorozat befejeződése után játszódik. Marcust (akinek a teste megőrződött lefagyasztva) felélesztették, mikor megtalálták az anyabolygóját annak a fajnak, akik az életenergia átvivőt építették. Marcus ezután nekiáll létrehozni Ivanova klónját, segítségül hívva Garibaldi egyik leszármazottját, és a klónba beleülteti Ivanova eredeti emlékeit az agyáról készített szkenjei segítségével (amelyeket úgy lopott el). Ezután a Garibaldi-rokon kiteszi őket egy elhagyatott és feltérképezetlen világban, azzal a szándékkal, hogy „boldogan éljenek, míg meg nem halnak”. Ezzel kapcsolatban erős morális kérdések vetődnek fel, amelyekre Straczynski azzal reagált, hogy „szerettem volna megadni a karaktereknek amit megérdemelnek”, miközben felveti azt a fajta etikai kérdést, amiről a Babylon 5 híres.

## Fordítás
- Ez a szócikk részben vagy egészben a Marcus Cole című angol Wikipédia-szócikk fordításán alapul.  Az eredeti cikk szerkesztőit annak laptörténete sorolja fel. Ez a jelzés csupán a megfogalmazás eredetét és a szerzői jogokat jelzi, nem szolgál a cikkben szereplő információk forrásmegjelöléseként.